# نشان پریستلی

روی سکهٔ نشان پریستلی

نشان پریستلی (به انگلیسی: Priestley Medal)، بالاترین نشان اعطایی انجمن شیمی آمریکا (به اختصار ACS) و جایزه‌ای به پاداش خدمات مهم پژوهشگران در زمینه شیمی است. اهدای این جایزه، برای اولین بار از سال ۱۹۲۲ شروع شد. این نشان علمی، به افتخار جوزف پریستلی، کاشف اکسیژن که در سال ۱۷۹۴ به ایالات متحده آمریکا مهاجرت کرد، نشان پریستلی نام‌گذاری شد.

فرایند اهدای جایزه، در اصل هر سه سال یک‌بار بوده‌است اما این روند پس از سال ۱۹۴۴، به‌طور سالانه گردیده‌است.

## برندگان
1920s
- 1923 Ira Remsen[۳]
- 1926 Edgar Fahs Smith
- 1929 Francis P. Garvan[۴]

1930s
- 1932 Charles L. Parsons
- ۱۹۳۵ ویلیام آلبرت بویز[۵]
- 1938 Marston T. Bogert

1940s
- ۱۹۴۱ توماس میدگلی جونیور[۶]
- ۱۹۴۴ جیمز برایانت کونتانت[۷]
- ۱۹۴۵ ایان هیلبرون[۸]
- ۱۹۴۶ راجر آدامز[۹]
- ۱۹۴۷ وارن کی. لوئیس[۱۰]
- 1948 Edward R. Weidlein
- 1949 Arthur B. Lamb[۱۱]

1950s
- 1950 Charles A. Kraus
- 1951 E. J. Crane[۱۲]
- 1952 Samuel C. Lind
- ۱۹۵۳ رابرت رابینسون[۱۳]

پشت سکهٔ نشان پریستلی (اهدایی در سال ۱۹۸۴))

- 1954 W. Albert Noyes, Jr. (son of ویلیام آلبرت بویز)
- ۱۹۵۵ چارلز آلن توماس
- ۱۹۵۶ کارل شیپ مارول
- 1957 Farrington Daniels
- 1958 Ernest H. Volwiler
- 1959 Hermann Irving Schlesinger

1960s
- 1960 Wallace R. Brode
- 1961 Louis Plack Hammett
- 1962 Joel H. Hildebrand[۱۴]
- ۱۹۶۳ پیتر دبای[۱۵]
- 1964 John C. Bailar, Jr.
- 1965 William J. Sparks
- ۱۹۶۶ ویلیام الیور بیکر
- 1967 Ralph Connor
- 1968 William G. Young
- ۱۹۶۹ کنت پیتزر[۱۶]

1970s
- ۱۹۷۰ ماکس تیشلر[۱۷]
- 1971 Frederick D. Rossini
- ۱۹۷۲ جرج کیستیاکویکی[۱۸]
- ۱۹۷۳ هارولد یوری[۱۹]
- ۱۹۷۴ پل فلوری
- ۱۹۷۵ هنری ایرینگ
- ۱۹۷۶ جرج اس. هاموند
- ۱۹۷۷ هنری گیلمن
- ۱۹۷۸ ملوین کالوین[۲۰]
- ۱۹۷۹ گلن سیبورگ[۲۱]

1980s
- 1980 Milton Harris
- ۱۹۸۱ هربرت براون
- 1982 Bryce Crawford, Jr.
- ۱۹۸۳ روبرت اس مالیکن
- ۱۹۸۴ لینوس پاولینگ[۲۲]
- ۱۹۸۵ هنری تاب
- 1986 Karl A. Folkers
- ۱۹۸۷ جان دی. رابرتس
- ۱۹۸۸ فرانک وستایمر[۲۳]
- 1989 جرج سی. پیمنتل[۲۴]

1990s
- ۱۹۹۰ رولد هافمن[۲۵]
- ۱۹۹۱ هری بی. گری[۲۶]
- ۱۹۹۲ کارل جراسی[۲۷]
- 1993 Robert W. Parry[۲۸]
- 1994 هوارد سیمونز جونیور[۲۹]
- ۱۹۹۵ درک بارتون[۳۰]
- 1996 ارنست ال الیل[۳۱]
- ۱۹۹۷ ماری ال. گود[۳۲]
- ۱۹۹۸ اف. آلبرت کتان[۳۳]
- ۱۹۹۹ رونالد بریسلو[۳۴]

2000s
- ۲۰۰۰ دارلین سی. هافمن[۳۵]
- ۲۰۰۱ فرد باسولو[۳۶]
- ۲۰۰۲ آلن جی. بارد[۳۷]
- 2003 Edwin J. Vandenberg[۳۸]
- ۲۰۰۴ الیاس کوری[۳۹]
- ۲۰۰۵ جرج اولاه[۴۰]
- 2006 Paul S. Anderson[۴۱]
- ۲۰۰۷ جرج ام. وایتسایدز[۴۲]
- ۲۰۰۸ گابور ای. سومورجای[۴۳]
- 2009 M. Frederick Hawthorne[۴۴]

2010s
- ۲۰۱۰ ریچارد زار[۴۵]
- ۲۰۱۱ احمد حسن زویل[۴۶]
- ۲۰۱۲ رابرت اس. لانگر[۴۷]
- 2013 Peter J. Stang[۴۸]
- ۲۰۱۴ استیون لیپارد[۴۹]
- ۲۰۱۵ ژاکلین بارتون[۵۰]
- ۲۰۱۶ مصطفی السید[۵۱]
- ۲۰۱۷ توبین جی. مارکس[۵۲]
- 2018 جرالدین ریچموند[۵۳]
- ۲۰۱۹ کارل شارپلس[۵۴][۵۵][۵۶]

2020s
- 2020 JoAnne Stubbe[۵۷]